# Breidenbach (Moselle)
Breidenbach ist eine französische Gemeinde mit 310 Einwohnern (Stand 1. Januar 2022) im Département Moselle in der Region Grand Est (bis 2015 Lothringen). Sie gehört zum Arrondissement Sarreguemines, zum Kanton Bitche und ist Teil des grenzübergreifenden Biosphärenreservates Pfälzerwald-Nordvogesen.

## Geografie
Breidenbach liegt im äußersten Nordosten Lothringens, wenige Kilometer südlich der Grenze zur Pfalz und nördlich von Bitche am Zusammenfluss von Breidenbach und Burbach.

## Geschichte
Der Name Bredebach taucht erstmals im Jahr 1152 auf, wobei es sich laut Zeugnissen von 1172 um einen Bauernhof der Grafen von Zweibrücken-Bitsch gehandelt haben dürfte.
Dieser ging in den Besitz der Zisterzienserabtei Neubourg bei Haguenau über und kam im 14. Jahrhundert an die Benediktinerabtei Bouzonville.
Im Dreißigjährigen Krieg wurde der Ort nahezu vollständig ausgerottet. Siedler aus der Picardie bevölkerten die Annexe Olsberg Ende des 17. Jahrhunderts neu.
Breidenbach war von 1790 bis 1801 kurzzeitig Hauptort eines Kantons und wurde dann bis 2014 Volmunster zugeordnet.

### Bevölkerungsentwicklung
| Jahr      | 1962 | 1968 | 1975 | 1982 | 1990 | 1999 | 2007 | 2019 |
| Einwohner | 455  | 421  | 382  | 376  | 324  | 346  | 371  | 318  |

## Wirtschaft und Infrastruktur
Breidenbach weist noch eine bäuerliche Infrastruktur auf, wobei die Mehrzahl der Arbeitnehmer allerdings als Pendler in den Wirtschaftszentren beiderseits der Staatsgrenze tätig ist.
Es ist auch ein wenig Tourismus vorhanden, so gibt es in Breidenbach mehrere Gîtes de France.

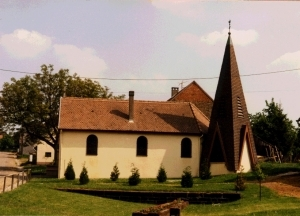
Kapelle im Ortsteil Olsberg